# Carpinone
Carpinone é uma comuna italiana da região do Molise, província de Isérnia, com cerca de 1.254 habitantes. Estende-se por uma área de 32 km², tendo uma densidade populacional de 39 hab/km². Faz fronteira com Castelpetroso, Frosolone, Isernia, Macchiagodena, Pesche, Pettoranello del Molise, Santa Maria del Molise, Sessano del Molise.

## Demografia
| Variação demográfica do município entre 1861 e 2011                               |
|                                                                                   |
| Fonte: Istituto Nazionale di Statistica (ISTAT) - Elaboração gráfica da Wikipedia |